# Backlash France
Backlash France foi um evento de wrestling profissional de 2024 produzido pela empresa americana WWE. Foi o 19º evento Backlash e aconteceu no sábado, 4 de maio de 2024, na LDLC Arena em Décines-Charpieu em Metrópole de Lyon, França. O evento foi transmitido via pay-per-view (PPV) e livestreaming e foi realizado para lutadores da promoção Raw e SmackDown divisões de marca. Este foi o primeiro evento PPV e livestreaming da WWE a ser realizado na França, e o primeiro Backlash realizado fora da América do Norte. O conceito do evento é baseado na reação da WrestleMania XL.
Cinco lutas foram disputadas no evento. No evento principal, Cody Rhodes derrotou AJ Styles para reter o Campeonato Indiscutível da WWE do SmackDown. A árbitra da luta foi Jessika Carr, que se tornou a primeira mulher a arbitrar um evento principal de um título mundial da WWE. Em outras lutas de destaque, Damian Priest derrotou Jey Uso para reter o Campeonato Mundial dos Pesos Pesados do Raw, e Bayley derrotou Naomi e Tiffany Stratton em uma luta triple threat para reter o Campeonato Feminino da WWE do SmackDown. O evento também foi notável pela estreia de Tama Tonga nos ringues da WWE, além do retorno de seu irmão adotivo (e primo biológico) Tonga Loa, que havia atuado anteriormente na WWE como Camacho de 2009 a 2014.
Backlash France recebeu críticas altamente positivas, com o evento principal e a Street Fight sendo considerados os destaques da noite, além das fortes reações da plateia, semelhantes às do Backlash do ano anterior. A WWE informou que o evento quebrou o recorde de maior arrecadação de bilheteira de uma arena na história da empresa. O evento principal recebeu uma avaliação de 5 estrelas de Dave Meltzer.

## Produção

### Introdução
Backlash é um evento de luta livre profissional que foi estabelecido pela promoção WWE em 1999. Foi realizado anualmente de 1999 a 2009, mas foi descontinuado até ser reintegrado em 2016, tem sido realizado todos os anos desde então, exceto em 2019. O conceito original do evento foi baseado na reação do principal evento da WWE, WrestleMania. Os acontecimentos entre 2016 e 2020 não tiveram esta temática; no entanto, o evento de 2021 retornou o Backlash a este conceito original.
No final de outubro de 2023, surgiram relatos de que a WWE estava discutindo planos para realizar o Backlash de 2024 em Paris, França. No mês seguinte, em 16 de novembro, a empresa anunciou que o 19º Backlash seria realizado na França, mas em Décines-Charpieu, na Lyon Metropolis, no sábado, 4 de maio de 2024, na LDLC Arena, inaugurada em novembro de 2023. Posteriormente, isso marca o primeiro evento pay-per-view (PPV) e livestreaming da WWE a ser realizado no país , com o evento por sua vez intitulado Backlash France, bem como o primeiro Backlash realizado fora da América do Norte. O evento será baseado na reação da WrestleMania XL e contará com lutadores do Raw e SmackDown divisões de marca. Ele irá ao ar em PPV em todo o mundo e estará disponível para transmissão ao vivo no Peacock nos Estados Unidos e na WWE Network na maioria dos mercados internacionais. Além disso, o episódio de 3 de maio do Friday Night SmackDown será realizado na mesma arena, marcando a primeira vez que o programa será transmitido da França. Os ingressos foram colocados à venda em 12 de janeiro de 2024.

### Rivalidades
O evento incluiu lutas resultantes de histórias roteirizadas. Os resultados são predeterminados pelos escritores da WWE nas marcas Raw e SmackDown enquanto as histórias são produzidas nos programas de televisão semanais da WWE, Monday Night Raw e Friday Night SmackDown.
Na noite 2 do WrestleMania XL, Cody Rhodes tornou-se o Undisputed WWE Universal Championship. Em 12 de abril, foi anunciado que o primeiro desafiante a enfrentar Cody Rhodes pelo Undisputed WWE Universal Championship seria determinado por um torneio que começaria no SmackDown daquela noite. LA Knight e AJ Styles venceram suas respectivas lutas Triple Threat e se enfrentarão para determinar o desafiante no episódio de 19 de abril.
Na noite 2 da WrestleMania XL em 7 de abril, Damian Priest faturou seu Contrato Money in the Bank para ganhar o World Heavyweight Championship. Na noite seguinte no Raw, Jey Uso venceu uma fatal four-way match para se tornar o desafiante número um ao título. No episódio seguinte, a luta do campeonato foi marcada para o Backlash France.

## Evento
| Função:                 | Nome:             |
| ----------------------- | ----------------- |
| Comentaristas ingleses  | Michael Cole      |
| Comentaristas ingleses  | Corey Graves      |
| Comentaristas espanhóis | Marcelo Rodriguez |
| Comentaristas espanhóis | Jerry Soto        |
| Comentaristas franceses | Christophe Agius  |
| Comentaristas franceses | Phillipe Chéreau  |
| Anunciador de ringue    | Samantha Irvin    |
| Árbitros                | Danilo Anfibio    |
| Árbitros                | Jessika Carr      |
| Árbitros                | Dan Engler        |
| Árbitros                | Charles Robinson  |
| Entrevistador           | Byron Saxton      |
| Painel pré-show         | Jackie Redmond    |
| Painel pré-show         | CM Punk           |
| Painel pré-show         | Big E             |

### Lutas preliminares
Na primeira luta do evento, Kevin Owens e Randy Orton enfrentaram The Bloodline (Solo Sikoa e Tama Tonga, acompanhados por Paul Heyman). A partida foi originalmente agendada como uma luta regular de tag team, mas as duas equipes brigaram antes do sinal tocar, o que levou o gerente geral do SmackDown, Nick Aldis, a tornar a luta uma Street Fight. No clímax, depois que Owens realizou uma avalanche de Fisherman's Buster em Tonga nas cadeiras e tentou imobilizá-lo, o irmão de Tonga Tanga Loa apareceu e puxou o árbitro para fora do ringue. Loa então usou os degraus de aço em Owens e Orton. No ringue, Sikoa acertou Owens com o Samoan Spike e o derrotou para vencer. Isso marcou o retorno de Loa à WWE, que anteriormente atuou na empresa como Camacho de 2009 a 2014.
Na segunda luta, Bayley defendeu o Campeonato Feminino da WWE contra Naomi e Tiffany Stratton em uma luta Triple Threat. Bayley e Naomi aplicaram o 1D Forearm Exchange na Stratton. Naomi tentou The La Magistral, mas Bayley reverteu para reter.
Depois disso, Damian Priest defendeu o Campeonato Mundial de Pesos Pesados contra Jey Uso. Durante a partida, apesar de dizer-lhes para não se envolverem, o companheiro de estábulo de Priest Judgment Day JD McDonagh apareceu e atacou Uso pelas costas do árbitro. Outro colega de estábulo Finn Bálor também tentou interferir, mas Uso o chutou para fora do avental. Uso então imobilizou Priest, mas McDonagh colocou o pé de Priest na corda inferior, anulando a imobilização. Uso então atacou McDonagh com The Suicide Dive e acertou Bálor no chão. Uso então foi para a corda superior para um Uso Splash, mas Priest interveio e realizou uma avalanche South of Heaven Chokeslam e imobilizou Uso para reter. Após a partida, McDonagh e Bálor atacaram Uso, mas um sacerdote furioso puxou-os de cima dele e os repreendeu por desobedecerem às ordens.
Na penúltima luta, The Kabuki Warriors (Asuka e Kairi Sane) defenderam o WWE Women's Tag Team Championship contra Bianca Belair e Jade Cargill. No final, Cargill pegou Sane no ar e executou Jaded seguido por Belair acertando o KOD em Asuka e depois a imobilizou para ganhar o campeonato. Isso marcou o primeiro campeonato WWE da Cargill e também fez de Belair a nona WWE Women's Triple Crown Champion.

### Evento principal
No evento principal, Cody Rhodes defendeu o Undisputed WWE Championship contra AJ Styles. No clímax, Rhodes acertou Cody Cutter seguido de Cross Rhodes e derrotou Styles para reter.

## Resultados
| Nº                                          | Resultados                                                                                     | Estipulações                                                  | Tempo |
| ------------------------------------------- | ---------------------------------------------------------------------------------------------- | ------------------------------------------------------------- | ----- |
| 1                                           | The Bloodline (Solo Sikoa e Tama Tonga) (com Paul Heyman) derrotaram Randy Orton e Kevin Owens | Luta de duplas Street Fight                                   | 19:25 |
| 2                                           | Bayley (c) derrotou Naomi e Tiffany Stratton                                                   | Luta Triple Threat pelo Campeonato Feminino da WWE            | 13:10 |
| 3                                           | Damian Priest (c) derrotou Jey Uso                                                             | Luta individual pelo Campeonato Mundial dos Pesos Pesados     | 15:45 |
| 4                                           | Bianca Belair e Jade Cargill derrotaram The Kabuki Warriors (Asuka e Kairi Sane) (c)           | Luta de duplas pelo Campeonato de Duplas Femininas da WWE     | 17:25 |
| 5                                           | Cody Rhodes (c) derrotou AJ Styles                                                             | Luta individual pelo Campeonato Universal Indiscutível da WWE | 27:20 |
| (c) – Refere-se aos campeões antes da luta. |                                                                                                |                                                               |       |

### Undisputed WWE Universal Championship Eliminator Tournament (2024)
|  |                                  |                                  |  |  |                             |                             |
|  | Semifinais (SmackDown, 12 Abril) | Semifinais (SmackDown, 12 Abril) |  |  | Final (SmackDown, 19 Abril) | Final (SmackDown, 19 Abril) |
|  | Semifinais (SmackDown, 12 Abril) | Semifinais (SmackDown, 12 Abril) |  |  | Final (SmackDown, 19 Abril) | Final (SmackDown, 19 Abril) |
|  |                                  |                                  |  |  |                             |                             |
|  |                                  |                                  |  |  |                             |                             |
|  | AJ Styles                        | Pin                              |  |  |                             |                             |
|  | AJ Styles                        | Pin                              |  |  |                             |                             |
|  | Kevin Owens                      | —                                |  |  |                             |                             |
|  | Kevin Owens                      | —                                |  |  |                             |                             |
|  | Rey Mysterio                     | 9:13                             |  |  |                             |                             |
|  | Rey Mysterio                     | 9:13                             |  |  |                             |                             |
|  |                                  |                                  |  |  |                             |                             |
|  |                                  |                                  |  |  |                             |                             |
|  | AJ Styles                        | Pin                              |  |  |                             |                             |
|  | AJ Styles                        | Pin                              |  |  |                             |                             |
|  |                                  |                                  |  |  | LA Knight                   | 10:58                       |
|  |                                  |                                  |  |  | LA Knight                   | 10:58                       |
|  | Bobby Lashley                    | —                                |  |  |                             |                             |
|  | Bobby Lashley                    | —                                |  |  |                             |                             |
|  | LA Knight                        | Pin                              |  |  |                             |                             |
|  | LA Knight                        | Pin                              |  |  |                             |                             |
|  | Santos Escobar                   | 9:27                             |  |  |                             |                             |
|  | Santos Escobar                   | 9:27                             |  |  |                             |                             |